# 新内眞衣
新内 眞衣（しんうち まい、1992年1月22日 - ）は、日本のファッションモデル、タレント、ラジオパーソナリティ、女優、元OLであり、女性アイドルグループ乃木坂46の元メンバー、『Oggi.jp』の元レギュラーモデル、『andGIRL』のレギュラーモデルである。埼玉県朝霞市出身。セント・フォース所属。

## 来歴
小学生時代はピアノ、水泳、英会話、モダンバレエを習っていた。中学生時代はバドミントン部に所属し、市の大会で団体1位を獲得した。高校生時代に街頭で『Seventeen』（集英社）の編集部から読者モデルを勧められ「ミスセブンティーン2008」に応募、オーディションの最終選考まで残った。
高等学校を卒業後、経営学を学ぶために大学へ進学。サークルや部には所属せず、学業とアルバイトを中心とした学生生活を過ごした。また、学園祭の副実行委員長を務めたこともあった。大学3年生以降はシステムインテグレーターを目指して就職活動を開始。求人情報をチェックしていたとき、ソニー・ミュージックのサイトで乃木坂46 2期生募集のオーディションの開催を知り応募した。
2013年（平成25年）3月28日、乃木坂46の2期生オーディションに合格。同年5月4日、『16人のプリンシパル deux』（赤坂ACTシアター）の夜公演（アダルトチーム）でお披露目され、乃木坂46の研究生としてデビュー。同年7月1日、乃木坂46研究生公式ブログを開始した。同年8月4日、6thシングル「ガールズルール」の発売記念全国握手会イベントで初パフォーマンス。
2014年3月2日、7thシングル「バレッタ」の発売記念個別握手会で正規メンバーへの昇格および8thシングル「気づいたら片想い」からアンダーメンバーとして活動することが発表された。同年3月27日、大学を卒業し、グループ初の学位取得者となる。乃木坂46の研究生になって1年経っていたが、このままの給料では大学入学時に受けた奨学金の返済もままならないため、スタッフに相談したところ「OLにならないか」という話があり、同年4月1日、ニッポン放送の関連会社エル・ファクトリー（現：ミックスゾーン）に就職。入社後は管理部で週5日、OLとして経理や事務の仕事をこなしつつ、乃木坂46のレッスンを受けながらアイドル業を兼任。同年10月、乃木坂46のカフェマネージャーに就任した。
2015年3月22日、『OL兼任アイドル 新内眞衣のまいちゅんカフェ』（bayfm）のMCを務めることが発表され、1年間出演。同年5月11日、12thシングル「太陽ノック」で初の選抜メンバーを務めることが発表された。
2016年3月22日、『オールナイトニッポン0(ZERO)』（ニッポン放送）の水曜パーソナリティを務めることが発表され、同年3月31日に『乃木坂46 新内眞衣のオールナイトニッポン0(ZERO)』の放送が開始された。同年11月14日、埼玉応援団（コバトン倶楽部）のメンバーに就任。
2017年（平成29年）10月26日（25日深夜）の『オールナイトニッポン0(ZERO)』の放送中に、埼玉県公式マスコットのコバトンが「埼玉県一日広報課長」を依頼し、その場で受諾（就任）、同時に、11月14日に行われる埼玉県民の日・県庁オープンデーのイベント出演も発表された。同年11月14日、ファーストソロ写真集『どこにいるの?』（光文社）を発売。
2018年（平成30年）3月29日（28日深夜）放送の『オールナイトニッポン0(ZERO)』では、アイドルとしての仕事が忙しくなり、出勤日数が減っていき、勤めていたラジオ局制作会社の合併を契機に、3月いっぱいで退社することを発表した。
2019年（平成31年）3月7日、『andGIRL』（エムオン・エンタテインメント）と『Oggi.jp』（小学館）のレギュラーモデルに就任。同年3月13日、ニッポン放送の発表会見で4月4日（3日深夜）から『オールナイトニッポン』の水曜パーソナリティを乃木坂46が担当し、新内がメインパーソナリティを務めることが発表され、同年4月3日から『乃木坂46のオールナイトニッポン』（ニッポン放送）の放送が開始された（『オールナイトニッポン0(ZERO)』は3月28日で終了）。

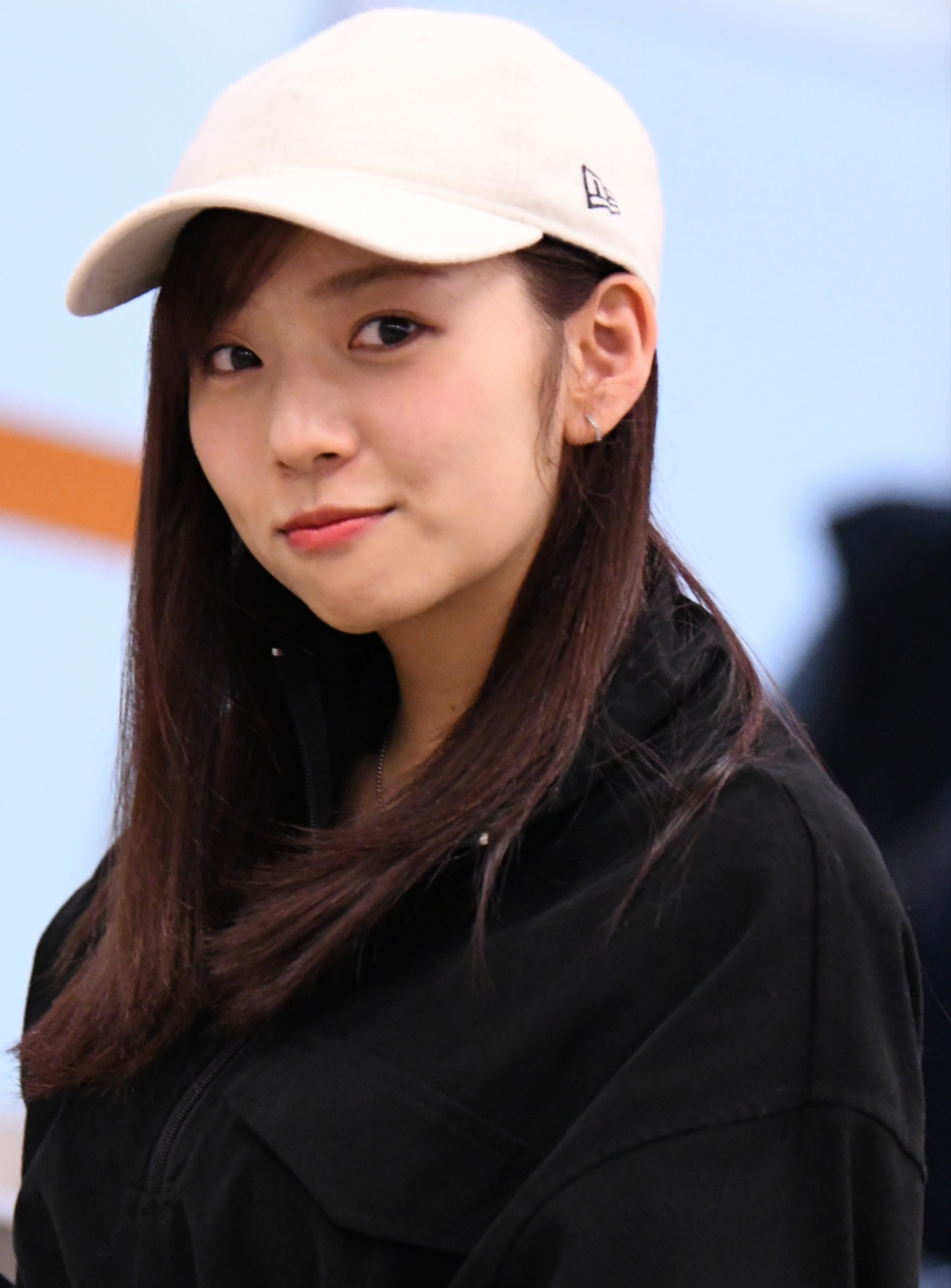
台北松山空港にて（2020年1月18日）

2020年（令和2年）11月1日、Instagramを開設した。
2021年（令和3年）11月18日（17日深夜）放送の『乃木坂46のオールナイトニッポン』内で乃木坂46から卒業することを発表した。発表時は卒業時期を2022年1月末頃の予定としていた。さらに12月15日に発売される乃木坂46初のベストアルバム『Time flies』に初のソロ曲「あなたからの卒業」が収録されることも発表された。
2022年（令和4年）1月22日に30歳の誕生日を迎え、グループ初の30代メンバーとなった。同年1月25日、2nd写真集『夜が明けたら』（光文社）が発売された。同年2月10日、東京国際フォーラムで「新内眞衣 卒業セレモニー」が開催され、グループを卒業。同年2月17日付でセント・フォースへ移籍。同年3月9日放送のテレビ東京『あちこちオードリー』で卒業後初めてのゲスト出演を果たし、アイドル時代の苦労話などをオードリーの若林正恭・春日俊彰、ゲストのファーストサマーウイカに話した。同年3月31日、乃木坂46公式サイト内の公式ブログが閉鎖され、また卒業と同時に『Oggi.jp』レギュラーモデルを卒業。

## 人物
- 愛称は「まいちゅん」[43]、「まいまい」[注 5]「ナチュラル姉さん（ナチュ姉）」[注 6]。メンバー間では「OLババア」と呼ばれていた他[注 7]、OLとして働いていた時には、社内の他の部署のウォーターサーバーの水を頻繁に頂戴していくことから「水泥棒」と呼ばれていた[45]。その他、ニッポン放送の元アナウンサーで、後にエル・ファクトリー（ミックスゾーン）で後輩となる上柳昌彦や、彼の番組リスナーからは「新内ちゃん」とも呼ばれていた[46]。
- 尊敬する女性はオードリー・ヘプバーン、吉永小百合、篠原涼子、松嶋菜々子[47]。
- 趣味は旅行、買物、お菓子作り、食事[12]、映画鑑賞、読書、路線図を見ること、カフェ巡り、ピラティス、岩盤浴[48]、中医学[2]。
- 特技は東京メトロ（都営地下鉄を含む）の色（ラインカラー）当て、バドミントン[12]、タイピング[49]。
- 好きな食べ物はアイスクリーム[注 8]、納豆、寿司[注 9]、焼肉、しゃぶしゃぶ、豚汁、なす味噌炒め、オムライス、ハンバーグ[50]、乾物[48]、餃子。好きなパンはメゾンカイザーのクロワッサンダマンド[51]。好きな飲み物は炭酸水、フルーツスムージー[48]。
- 得意料理はハンバーグ[52]。
- 保有資格は普通自動車運転免許[53]、秘書技能検定2級[53]。
- 好きな教科は社会科、家庭科[54]。
- 好きな場所は東京タワー、皇居外苑、北海道、東京ディズニーシー、丸の内[48]。
- 好きな数字は1、2、4[50]。1と2は自身の誕生日と重なるため、小さい頃から好きだった[50]。4は「真夏の全国ツアー2013」の東京公演（Zeep Tokyo）で使用していたマイクの番号が4であったことなど[55]、大きな節目に4が付くことから好きになった[50]。
- アイドル時代のメンバーカラーが青と紫だったため、花を贈られる時は青と紫が多い。メンバーカラーを青と紫に決めたのは大人っぽいという理由から。今、メンバーカラーを決めるとすれば白とオレンジ。「今後、花を贈られる場合は、白とオレンジに限らず、贈ってくれる人が贈りたいなという色を贈っていただければ嬉しい」と語る。[56]
- 好きなブランドはFree's Mart[57]、COCODEAL、LIMITLESS LUXURY、MIIA、HEATHER、MERCURYDUO、dazzlin[55]。好きな靴はREZOY、RANDA[48]。好きな石鹸はマルセイユ石鹸[58]。
- 好きなドラマは「やまとなでしこ」「LIARGAME」「ランチの女王」「アットホームダッド」[48]。
- よく聴く年代の楽曲は1980年から2000年代前半の曲[50]。好きなアーティストはAKB48、NMB48、ELLEGARDEN、宇多田ヒカル、椎名林檎、Mr.Children[50]、CHEMISTRY、aiko、back number[48]。おすすめしたことがある楽曲はELLEGARDEN「Supernova」、青山テルマ「いつか王子様が」、Every Little Thing「fragile」、Bruno Mars「Marry You / マリー・ユー〜ふたりの未来」、東京事変「群青日和」[59]。

### 乃木坂46
乃木坂46のカフェマネージャー、an・an美脚選抜。
卒業時、グループの最年長メンバーであった。
乃木坂46で好きな曲は「君の名は希望」、「羽根の記憶」、「あの日 僕は咄嗟に嘘をついた」。好きなミュージック・ビデオは「夏のFree&Easy」、「生まれたままで」、「立ち直り中」。

### 交友関係
上白石萌歌とはオールナイトニッポン50周年記念公演「続・時をかける少女」で共演して以来、上白石萌音の仲介で連絡先を交換し、互いに「姉さん」「萌歌ちゃん」と呼び合うほど良好な関係に築いている。三四郎の相田周二とマブダチ。「ALL LIVE NIPPON Vol.6」で共演した井上苑子とも連絡先を交換する仲。また、2か月に1回、ゲストに坂道メンバーが来ていたが、その時々に来たゲストを「新内組」と評し、新内が顔見知りになるという番組上の定番の流れが生まれた（1期生と同期の2期生は含まない）。その中でも特に梅澤美波、菅井友香、土生瑞穂とはプライベートで7時間にわたる鍋パーティーを開くほどの親密な関係を築くまでに至った。その後、同じ乃木坂46 3期生の佐藤楓と向井葉月、『乃木坂46のオールナイトニッポン』のディレクターで親交の深い舟崎彩乃も「新内組」としてリスナーからは認知された。
『乃木坂46 新内眞衣のオールナイトニッポン0(ZERO)』の次枠で放送されている『上柳昌彦 あさぼらけ』のパーソナリティである上柳昌彦とはOL時代から交流がある。新内より後に上柳が入社したことから「年上の後輩」という間柄で、たびたび双方の番組内でネタにしており、新内は上柳を「公認・親戚のおじさん」としていた。その縁もあって上柳は新内の卒業セレモニーにも企画コーナーの司会役としてゲスト出演している。
2018年、「坂道グループ合同新規メンバー募集オーディション」が開催された。これに伴いオーディションの全国PR活動が行われ、東海地域担当として新内と欅坂46（現：櫻坂46）の尾関梨香、けやき坂46（現：日向坂46）の松田好花で周知活動（坂道グループのメンバー同士の初の個人活動）が行われた。後にプライベートでフレンチ料理を食べに行ったことが、ラジオの番組での共演の際に明かされている。

## 作品

### シングル
乃木坂46
- 生まれたままで（2014年4月2日、SRCL-8524/5） - EAN 4988009092300。
- ここにいる理由（2014年7月9日、SRCL-8567/8） - EAN 4988009094236。
- あの日 僕は咄嗟に嘘をついた（2014年10月8日、SRCL-8625/6） - EAN 4988009097275。
- 君は僕と会わない方がよかったのかな（2015年3月18日、SRCL-8784/5） - EAN 4988009104591。
- 太陽ノック（2015年7月22日、SRCL-8840/7） - EAN 4988009110783。
- 羽根の記憶（2015年7月22日、SRC7-6/7） - EAN 4988009110837。
- 嫉妬の権利（2015年10月28日、SRCL-8910/6） - EAN 4988009116754。
- 悲しみの忘れ方（2015年10月28日、SRCL-8914/5） - EAN 4988009116761。
- 不等号（2016年3月23日、SRCL-9032/3） - EAN 4988009125503。
- シークレットグラフィティー（2016年7月27日、SRCL-9145/6） - EAN 4988009131429。
- サヨナラの意味（2016年11月9日、SRCL-9258/66） - EAN 4547366278897。
- 孤独な青空（2016年11月9日、SRCL-9258/66） - EAN 4547366278897。
- インフルエンサー（2017年3月22日、SRCL-9370/8） - EAN 4547366297522。
- 逃げ水（2017年8月9日、SRCL-9489/97） - EAN 4547366319156。
- 女は一人じゃ眠れない（2017年8月9日、SRCL-9489/97） - EAN 4547366319156。
- ひと夏の長さより…（2017年8月9日、SRCL-9489/90） - EAN 4547366319156。
- ライブ神（2017年8月9日、SRCL-9493/4） - EAN 4547366319170。
- 泣いたっていいじゃないか？（2017年8月9日、SRCL-9497） - EAN 4547366319187。
- いつかできるから今日できる（2017年10月11日、SRCL-9572/80）  - EAN 4547366330311。
- 不眠症（2017年10月11日、SRCL-9572/80）  - EAN 4547366330311。
- シンクロニシティ（2018年4月25日、SRCL-9782/90） - EAN 4547366354140。
- スカウトマン（2018年4月25日、SRCL-9786/7） - EAN 4547366354164。
- ジコチューで行こう!（2018年8月8日、SRCL-9913/21） - EAN 4547366369465。
- 空扉（2018年8月8日、SRCL-9913/21） - EAN 4547366369465。
- あんなに好きだったのに…（2018年8月8日、SRCL-9921） - EAN 4547366369496。
- 帰り道は遠回りしたくなる（2018年11月14日、SRCL-9974/82） - EAN 4547366382037。
- Sing Out!（2019年5月29日、SRCL-11186/94） - EAN 4547366406672。
- 夜明けまで強がらなくてもいい（2019年9月4日、SRCL-11260/8） - EAN 4547366418569。
- 僕のこと、知ってる?（2019年9月4日、SRCL-11260/8） - EAN 4547366418569。
- 僕の思い込み（2019年9月4日、SRCL-11268） - EAN 4547366418590。
- しあわせの保護色（2020年3月25日、SRCL-11460/8） - EAN 4547366444193。
- アナスターシャ（2020年3月25日、SRCL-11462/3） - EAN 4547366444209。
- 世界中の隣人よ（2020年5月25日）[80]
- Route 246（2020年7月24日）
- 僕は僕を好きになる（2021年1月27日、SRCL-11680/8） - EAN 4547366487244。
- 明日がある理由（2021年1月27日、SRCL-11680/8） - EAN 4547366487244。
- Wilderness world（2021年1月27日、SRCL-11680/1） - EAN 4547366487244。
- ごめんねFingers crossed（2021年6月9日、SRCL-11836/44） - EAN 4547366507270。
- 全部 夢のまま（2021年6月9日、SRCL-11836/44） - EAN 4547366507270。
- 君に叱られた（2021年9月22日、SRCL-11880/8） - EAN 4547366522303。
- 他人のそら似（2021年9月22日、SRCL-11888） - EAN 4547366522334。
- 最後のTight Hug（2021年11月5日）[81]

### アルバム
乃木坂46
- 透明な色（2015年1月7日、SRCL-8662/7） - EAN 4988009099934。
- それぞれの椅子（2016年5月25日、SRCL-9078/86） - EAN 4988009128580。
- 生まれてから初めて見た夢（2017年5月24日、SRCL-9437/44） - EAN 4547366307825。
- 僕だけの君〜Under Super Best〜（2018年1月10日、SRCL-9630/7） - EAN 4547366336214。
- 今が思い出になるまで（2019年4月17日、SRCL-11140/7） - EAN 4547366401325。
- Time flies（2021年12月15日、SRCL-12020/30） - EAN 4547366534184。

### 映像作品
- 2期生紹介②（2013年11月27日） - EAN 4988009087894。
- Creator's Etude 柳沢翔編（2014年4月2日） - EAN 4988009092294。
- 新内眞衣×笹川真（2014年7月9日） - EAN 4988009094236。
- NOGIBINGO!2（2014年9月12日） - EAN 4988021299015。
- 新内眞衣（2014年10月8日） - EAN 4988009097251。
- 新内眞衣&深川麻衣（2015年3月18日） - EAN 4988009104515。
- NOGIBINGO!3（2015年4月24日） - EAN 4988021729635。
- 乃木坂46 2ND YEAR BIRTHDAY LIVE 2014.2.22 YOKOHAMA ARENA（2015年6月17日） - EAN 4988009110134。
- 斉藤優里&新内眞衣（2015年7月22日） - EAN 4988009110783。
- NOGIBINGO!4（2015年10月16日） - EAN 4988021729734。
- 新内眞衣（2015年10月28日） - EAN 4988009116761。
- 悲しみの忘れ方 Documentary of 乃木坂46（2015年11月18日） - EAN 4988104099327。
- 初森ベマーズ（2016年1月20日） - EAN 4988104099433。
- NOGIBINGO!5（2016年2月19日） - EAN 4988021729871。
- 新内眞衣（2016年3月23日） - EAN 4988009124902。
- 乃木坂46 3rd YEAR BIRTHDAY LIVE 2015.2.22 SEIBU DOME（2016年7月6日） - EAN 4988009129518。
- NOGIBINGO!6（2016年9月30日） - EAN 4988021714662。
- 乃木坂46 4th YEAR BIRTHDAY LIVE 2016.8.28-30 JINGU STADIUM（2017年6月28日） - EAN 4547366310580。
- NOGIBINGO!7（2017年8月4日） - EAN 4988021146081。
- 乃木坂46 5th YEAR BIRTHDAY LIVE 2017.2.20-22 SAITAMA SUPER ARENA（2018年3月28日） - EAN 4547366344523。
- 乃木坂46 真夏の全国ツアー2017 FINAL! IN TOKYO DOME（2018年7月11日） - EAN 4547366363999。
- 舞台『あさひなぐ』（2018年9月19日） - EAN 4988104117779。
- NOGIBINGO!9（2018年10月19日） - EAN 4988021147392。
- 乃木坂46 6th YEAR BIRTHDAY LIVE 2018.07.06-08 JINGU STADIUM&CHICHIBUNOMIYA RUGBY STADIUM（2019年7月3日） - EAN 4547366411270。
- ドラマ「ザンビ」（2019年8月2日） - EAN 4988021148474。
- NOGIBINGO!10（2019年10月25日） - EAN 4988021148757。
- いつのまにか、ここにいる Documentary of 乃木坂46（2019年12月25日） - EAN 4988104123695。
- 乃木坂46 7th YEAR BIRTHDAY LIVE 2019.2.21-24 KYOCERA DOME OSAKA（2020年2月5日） - EAN 4547366438956。
- 新内工事中（2020年6月3日） - EAN 4547366453263。
- 乃木坂46 8th YEAR BIRTHDAY LIVE 2020.2.21-24 NAGOYA DOME（2020年12月23日） - EAN 4547366482812。
- NOGIZAKA46 Mai Shiraishi Graduation Concert 〜Always beside you〜（2021年3月10日） - EAN 4547366491104。
- 乃木坂46 9th YEAR BIRTHDAY LIVE 5DAYS（2022年6月8日） - EAN 4547366541441, EAN 4547366541465。
- 乃木坂スター誕生!2 第1巻（2022年7月22日） - EAN 4988021718974, EAN 4988021141550。
- 乃木坂46 真夏の全国ツアー2021 FINAL! IN TOKYO DOME（2022年11月16日） - EAN 4547366576009, EAN 4547366576016。
- さ〜ゆ〜Ready?さゆりんご軍団ライブ/松村沙友理 卒業コンサート（2023年4月26日）[82]
- 生田絵梨花 卒業コンサート（2023年4月26日）[82]

## 出演

### テレビドラマ
- 初森ベマーズ 第6話・最終話（2015年8月15日・9月26日、テレビ東京）のぞみ 役[83]
- ザンビ（2019年1月24日 - 3月28日、日本テレビ）美しい女 役[84]

### その他のテレビ番組
- 熱響の時『オールナイトニッポン50年の系譜』〜オールナイトニッポン50周年特別企画〜（2017年11月12日、BSフジ）MC[85]
- 爆問×伯山の刺さルール!（2022年4月6日 - 2023年9月20日、テレビ朝日）アシスタント[86]
- ミリオネア・バイヤーズクラブ（2022年12月29日、TBS）アシスタント[87]
- 旅する水曜日 フット後藤ぶらぶらツッコミ散歩（2023年2月1日 - 2月8日 、BS日テレ）[88][89]
- めざせ!切り出し職人（2023年10月13日 - 2024年9月26日、テレビ朝日）[注 14][91][90]

### 映画
- 尾かしら付き。（2023年8月18日、ムービーウォーカー）樋山志穂 役[92]

### 舞台
- すべての犬は天国へ行く（2015年10月1日 - 12日、AiiA 2.5 Theater Tokyo）カトリーヌ、新聞配達の少女 役[93]
- じょしらく弐 〜時かけそば〜（2016年5月17日 - 18日・20日 - 22日、AiiA 2.5 Theater Tokyo）暗落亭苦来 役[94][95]
- 墓場、女子高生（2016年10月14日 - 22日、東京ドームシティ シアターGロッソ）ビンゼ 役[96]
- あさひなぐ（2017年5月20日 - 30日、東京：EX THEATER ROPPONGI / 6月2日 - 5日、大阪：森ノ宮ピロティホール / 6月9日 - 11日、名古屋：愛知県芸術劇場）紺野さくら 役[97]
- 続・時をかける少女（2018年2月7日 - 14日、東京：東京グローブ座 / 2月17日、大阪：森ノ宮ピロティホール / 2月20日、高知：高知県立県民文化ホール）主人公・芳山和子が過去で出会う女性 役[98]
- 熱海殺人事件 水野朋子 役
  - 熱海殺人事件 ラストレジェンド 〜旋律のダブルスタンバイ〜（2021年1月14日 - 31日、紀伊國屋ホール、改装前最終公演）[注 15]
  - 新・熱海殺人事件 ラストスプリング（2022年3月31日 - 4月3日、紀伊國屋ホール）[101][102]
  - 熱海殺人事件 バトルロイヤル50’s（2023年8月4日 - 20日、紀伊國屋ホール）[103]
  - 熱海連続殺人事件 Standard（2024年7月5日 - 22日、紀伊國屋ホール）[104]
- オールナイトニッポン55周年記念公演「あの夜を覚えてる」（2022年3月20日・27日、オンライン劇場「ZA」）声のみの出演[105]
- スーパー銭湯LIVE「ユーラン・ルージュ〜笑いの源泉かけ流し！〜」（2022年6月3日 - 4日、よみうりホール）主演・銭湯のオーナーの娘 役（田村心とのダブル主演）[106]
- ON AIR 〜この音をキミに〜（2022年7月28日 - 8月7日、東京：新国立劇場 小劇場 / 8月3日 - 4日、京都：京都劇場）谷山茜 役[107]

### ラジオ
- OL兼任アイドル 新内眞衣のまいちゅんカフェ（2015年4月1日 - 2016年3月30日、bayfm）パーソナリティー[108]
- 乃木坂46 新内眞衣のオールナイトニッポン0(ZERO)（2016年3月31日 - 2019年3月28日[注 16]、ニッポン放送）パーソナリティー[109]
- 乃木坂46 新内眞衣のオールナイトニッポンR ラジオ･チャリティー･ミュージックソンスペシャル（2016年12月24日、ニッポン放送）[110]
- 乃木坂46のオールナイトニッポン（2019年4月4日 - 2022年2月10日、ニッポン放送）レギュラーパーソナリティー[30]
- 土田晃之 日曜のへそ（2022年4月10日 - 、ニッポン放送）パートナー[111]
- SDGs MAGAZINE（2022年4月10日 - 、ニッポン放送）パーソナリティー[112]
- 新内眞衣と土曜日のやさしい夜（2022年5月28日、ニッポン放送）パーソナリティー[113]
- 新内眞衣のまいどあり（2024年8月6日 - 、PODCAST配信）パーソナリティー[114]

### 吹き替え
- ストレンジャー・シングス 未知の世界 シーズン4（2022年）[115]

### ウェブメディア
- Oggi.jp（2019年4月 - 2022年3月、小学館）レギュラーモデル[3][116][117]
- 埼玉県「収入証紙の販売終了によるキャッシュレス決済開始」PR動画（2023年8月 - ）[118][119][120][121][122]
- 埼玉県 第50回衆議院議員総選挙 啓発動画（2024年10月16日 - ）[123]

### イベント
- プロ野球 パ・リーグ公式戦「埼玉西武ライオンズ」対「千葉ロッテマリーンズ」始球式（2018年9月8日、メットライフドーム）[124]

### 広告
- 建設業労働災害防止協会（建災防） 第98回「全国安全週間」ポスター（2025年）[125][126]

## 書籍

### 雑誌
- andGIRL（2019年3月12日 - 2020年9月12日[注 17]、エムオン・エンタテインメント）レギュラーモデル[3]

### 写真集
- 1st写真集『どこにいるの?』（2017年11月14日、光文社）[28]
- 2nd写真集『夜が明けたら』（2022年1月25日、小学館）[35]